# Olympique Lyonnais 1963-1964
Questa voce raccoglie le informazioni riguardanti l'Olympique Lyonnais nelle competizioni ufficiali della stagione 1963-1964.

## Maglie
La divisa subisce alcune modifiche nella maglia, che in questa stagione presenta lo stemma della città di Lione spostato sulla destra e il colletto a polo con i bottoni.
| Manica sinistra · Maglietta · Maglietta · Manica destra · Pantaloncini · Calzettoni |

## Rosa
| N. |                    | Ruolo | Calciatore         |
| -- | ------------------ | ----- | ------------------ |
|    | Francia (bandiera) | P     | Marcel Aubour      |
|    | Francia (bandiera) | P     | Pascal Beetschen   |
|    | Francia (bandiera) | D     | Lucien Degeorges   |
|    | Francia (bandiera) | D     | Jean Djorkaeff     |
|    | Francia (bandiera) | D     | Jacques Glyczinski |
|    | Francia (bandiera) | D     | Aimé Mignot        |
|    | Francia (bandiera) | D     | Thadée Polak       |
|    | Francia (bandiera) | D     | Alexandre Viala    |
|    | Francia (bandiera) | C     | Michel Bossy       |
|    | Francia (bandiera) | C     | Jean Dumas         |

| N. |                    | Ruolo | Calciatore         |
| -- | ------------------ | ----- | ------------------ |
|    | Francia (bandiera) | C     | Guy Hatchi         |
|    | Francia (bandiera) | C     | Marcel Le Borgne   |
|    | Francia (bandiera) | C     | Jean-Louis Rivoire |
|    | Francia (bandiera) | A     | Nestor Combin      |
|    | Francia (bandiera) | A     | Fleury Di Nallo    |
|    | Camerun (bandiera) | A     | Guillaume Moundi   |
|    | Francia (bandiera) | A     | André Pélisson     |
|    | Francia (bandiera) | A     | Ángel Rambert      |
|    | Francia (bandiera) | A     | Georges Taberner   |

## Risultati

### Coppa di Francia
| Arbitro: | Faucheux |

|                 |           |  |
| Combin 11’, 26’ | Marcatori |  |